# Рождественское восстание
Рождественское восстание (черног. Божићна побуна, Божићни устанак) — вооружённое восстание в Черногории против возможного присоединения Черногории к Сербии после Первой мировой войны. Произошло 7 января 1919 года, накануне православного Рождества, от чего и получило своё название.

## История
Катализатором восстания стало спорное решение Подгорицкой скупщины (черног. Podgorička skupština) об объединении Черногории и Сербии. Сторонники союза с Сербией (белаши; черног. Бјелаши) превосходили по численности сторонников независимости Черногории — зеленашей (черног. Zelenaši). Сторонники независимости и бывшего короля Черногории Николы I (зеленаши) во главе с офицером черногорской армии Крсто Поповичем подняли восстание против союза с Сербией 7 января 1919 года.
Однако сторонникам союза оказывала значительную поддержку сербская армия, и под Цетинье мятежники потерпели поражение. Дома многих зеленашей были разрушены, а некоторые были брошены в тюрьмы. Некоторая часть повстанцев бежала в Италию, а другая часть бежала в горы, где продолжала партизанское сопротивление. Некоторые из этих групп зеленашей продолжали сопротивляться югославским властям вплоть до 1929 года.

## Память
7 января 2008 года в честь 90-й годовщины восстания черногорские власти установили мемориальную доску в честь зеленашей, погибших во время Рождественского восстания.